# 弗萊福圩田

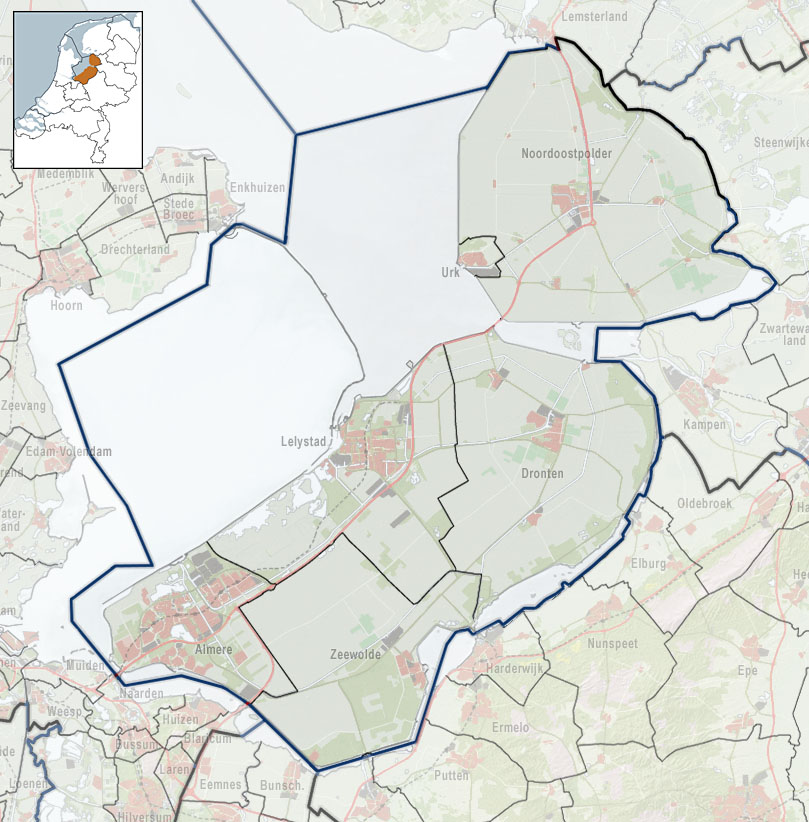
一幅弗萊福蘭省的地圖，圖中央即是弗萊福圩田，在圖右上方的是東北圩田。

弗萊福圩田（荷蘭語：Flevopolder）是位於荷蘭弗萊福蘭省的圩田，實際上由東弗萊福蘭（荷蘭語：Oostelijk Flevoland）與南弗萊福蘭（荷蘭語：Zuidelijk Flevoland）兩個圩田組成。它是在須德海工程期間由人工围垦而成的人工島，兩個圩田分別於1950-1957及1959-1968間建成。
弗萊福圩田被水域包圍，是荷蘭境內面積最大的島嶼，也是全世界面積最大的人工島。

## 名稱
弗萊福圩田的名稱來自古羅馬地理學家梅拉在其著作中提到的弗萊福湖（拉丁語：Lacus Flevo）及其同名島嶼。弗萊夫圩田建成後，荷蘭設立新省份，包括弗萊福圩田、東北圩田、艾瑟爾湖與馬克美爾湖，新省份名稱亦以弗萊福命名，稱為弗萊福蘭省。

## 地理
弗萊福圩田可沿兩個方向劃分：

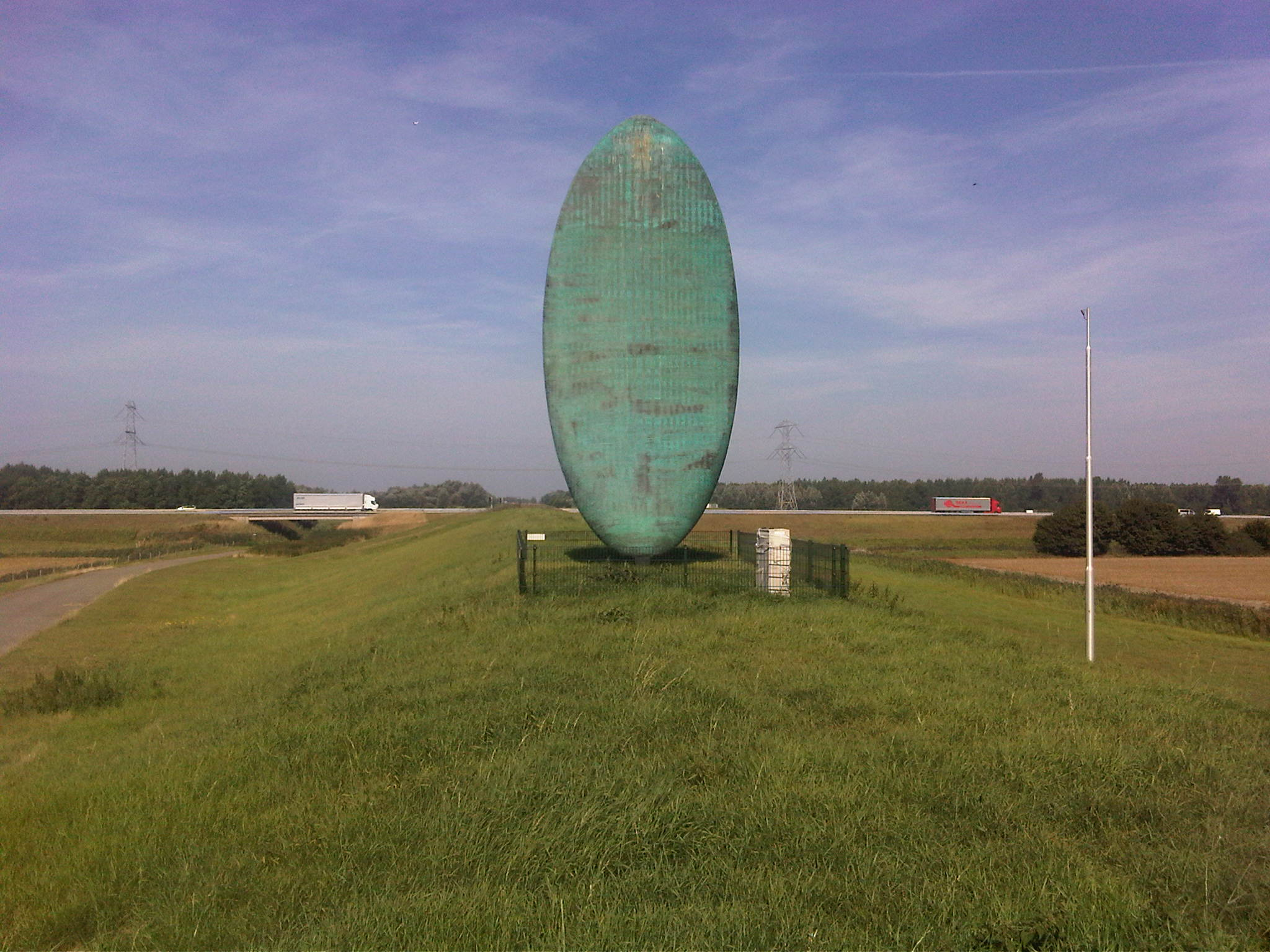
路西法之舌，由吕迪·范德温特創作的雕塑，矗立於接近A6公路 (荷蘭)的克納爾堤上

- 最普遍的分法是按落成次序，把弗萊福圩田分為東、南兩部。東圩田於1957年落成、南圩田則於1968年落成。兩塊圩田由一條名為克納爾堤（荷蘭語：Knardijk）的堤壩分隔。克納爾堤原本是東圩田興建時用來擋水的堤壩，現在則作為緊急屏障：假如其中一邊圩田遭受水浸，另一邊不會受到影響。
- 弗萊福圩田的水利系統則從另一方向把圩田分成三部份。兩條各名為上法特河（荷蘭語：Hoge Vaart）及下法特河（荷蘭語：Lage Vaart）的渠道大致從東向西貫穿弗萊福圩田。兩渠各自連接一座位於圩田邊緣的抽水站，並在與克納爾堤交匯之處各設一道水閘，分別名為上克納斯閘（荷蘭語：Hoge Knarsluis）及下克納斯閘（荷蘭語：Lage Knarsluis）。
- 除了東、南克萊福圩田，另有西弗萊福圩田（荷蘭語：Westelijk Flevoland）的名稱，通常用來指位於弗萊福圩田以西、工程擱置的马克瓦尔德圩田（荷兰语：Markerwaard）[4]。

弗萊福圩田四面由水所圍，西北面是艾瑟爾湖，其餘方向都與內陸有一水之隔。因此弗萊福圩田被視為人工島。
弗萊福圩田與內陸有八處陸路連接通道。其中貫穿圩田的鐵路分別以西面的荷蘭大橋及東面的德龍滕湖隧道連接內陸。

## 行政區劃
弗萊福圩田最初落成時不屬於任何省份，而是隸屬一個叫作艾瑟爾湖南部各圩田公有地的機關。
自1980年起，在弗萊福圩田上建立的城市陸續取得市鎮資格，包括阿爾梅勒、德龍滕、萊利斯塔德及澤沃德。阿爾梅勒是圩田上最大的城市，其次是定位為弗萊夫蘭省首府的萊利斯塔德。